# (9205) Eddywally
(9205) Eddywally est un astéroïde de la ceinture principale.

## Description
(9205) Eddywally est un astéroïde de la ceinture principale. Il fut découvert le 10 août 1994 à La Silla par Eric Walter Elst. Il présente une orbite caractérisée par un demi-grand axe de 3,16 UA, une excentricité de 0,13 et une inclinaison de 0,6° par rapport à l'écliptique.
Il est nommé d'après le chanteur belge Eddy Wally.

## Compléments